# Смут Рок Фолс
Смут Рок Фолс (енгл. Smooth Rock Falls) је градић у Канади у покрајини Онтарио. Према резултатима пописа 2011. у граду је живело 1.376 становника.

## Становништво
Према резултатима пописа становништва из 2011. у граду је живело 1.376 становника, што је за 6,6% мање у односу на попис из 2006. када је регистровано 1.473 житеља.
| 2006. | 2011. |
| ----- | ----- |
| 1.473 | 1.376 |